# Northrop N-3PB
El Northrop N-3PB fue un hidroavión estadounidense monomotor de los años 40. Northrop desarrolló el N-3PB como un modelo de exportación basado en el anterior diseño Northrop A-17. Un total de 24 unidades fueron compradas por Noruega, pero no fueron entregadas hasta después de la Caída de Noruega, durante la Segunda Guerra Mundial. Las fuerzas exiliadas noruegas los usaron desde 1941, operando desde Islandia, para propósitos tales como escolta de convoyes, patrullas antisubmarinas y entrenamiento, desde "Little Norway" en Canadá. A los dos años de su entrega, el diseño estaba realmente obsoleto en su función de combate, y los restantes N-3PB fueron reemplazados por aviones mayores en 1943.

## Diseño y desarrollo

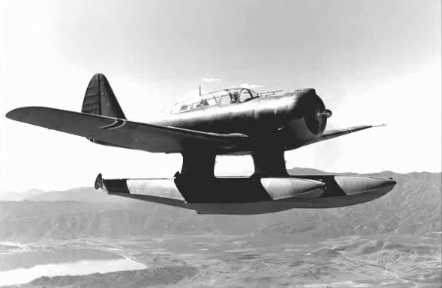
Northrop N-3PB realizando un vuelo de pruebas sobre Lake Elsinore, California, alrededor de 1940-1941.

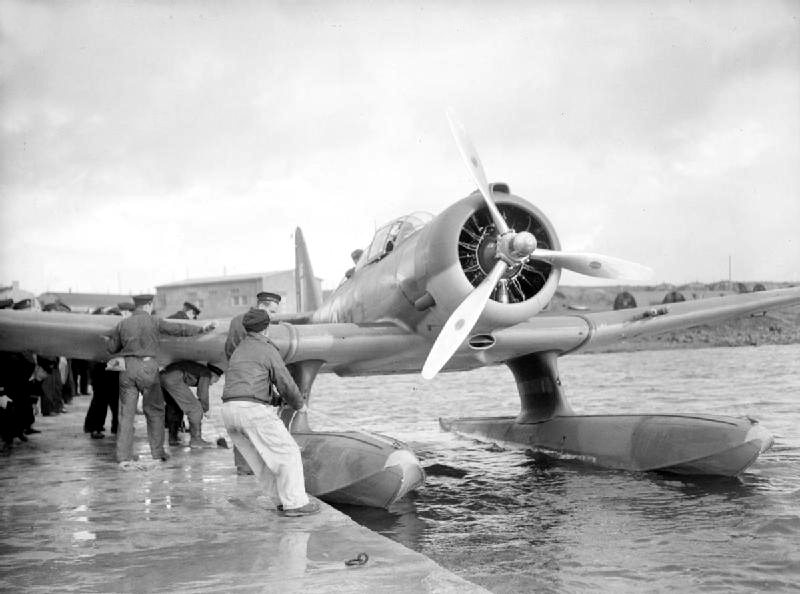
Northrop N-3PB del No. 330(N) Squadron, operado por personal noruego, desde Islandia, octubre de 1941.

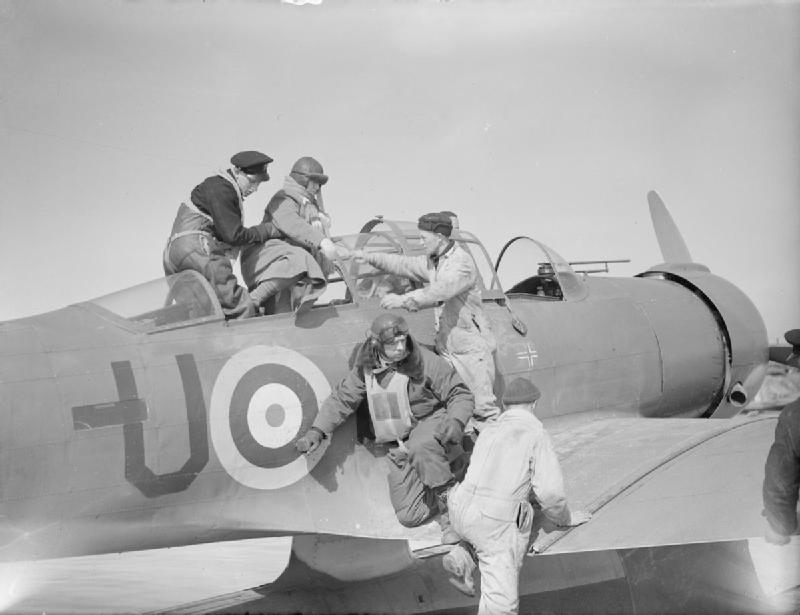
Northrop N-3PB del No. 330(N) Squadron, usado para transportar al hospital a una mujer seriamente enferma en Reykjavik, Islandia, mayo de 1942.

Tras el incremento de la tensión internacional debido a la anexión alemana de los Sudetes en 1938, el Parlamento noruego concedió créditos extraordinarios para modernizar las Fuerzas Armadas Noruegas. El Servicio Aéreo de la Real Armada Noruega (Royal Norwegian Navy Air Service (RNoNAS)) y el Servicio Aéreo del Ejército Noruego (Norwegian Army Air Service (NoAAS)) tuvieron prioridad en la asignación de fondos desde el Fondo Noruego de Neutralidad de 50 millones de coronas noruegas. La parte del RNoNAS del fondo fue asignada a la compra de 12 bombarderos torpederos Heinkel He 115 y 24 aviones de reconocimiento, así como a varias estaciones aeronavales nuevas. Fueron considerados los modelos Dornier Do 22, Northrop 8-A, Northrop 2GP y Vultee V-11 GB, y se solicitaron propuestas. La comisión decidió rápidamente que el Vultee V-11 era el mejor avión para satisfacer las necesidades de ambos servicios aéreos. Por parte del Servicio Aéreo de la Real Armada Noruega, los requerimientos eran para un avión de reconocimiento con un alcance de 1500 km, una velocidad máxima de no menos de 320 km/h y una carga de un torpedo de 900 kg o el equivalente en bombas.
El 30 de diciembre de 1939, Noruega envió una comisión de adquisiciones a los Estados Unidos, que consistía en un contingente del Servicio Aéreo de la Real Armada Noruega, liderado por el Comandante Kristian Østby, y un contingente del Servicio Aéreo del Ejército Noruego, liderado por Birger F. Motzfeldt. La misión de la comisión era inspeccionar el Vultee V-11, que serviría como nuevo bombardero de reconocimiento común para los dos servicios. Entre los requerimientos que la comisión esperaba cubrir, estaba el reemplazo de los biplanos de patrulla M.F. 11 del Servicio Aéreo de la Real Armada Noruega. Una vez en los Estados Unidos, la comisión encontró que Vultee no sería capaz de entregar el V-11 dentro de un plazo razonable de tiempo, así que se tenía que encontrar otro avión. Motzfeldt encontró rápidamente que el Douglas 8A-5N satisfaría los requerimientos del NoAAS. Como el Douglas 8A-5N no podía ser equipado con flotadores, Østby continuó buscando un avión adecuado para el RNoNAS. Tras visitar muchas de las compañías de aviación en febrero de 1940, Østby determinó que sólo un constructor tenía tanto un diseño como una capacidad de producción disponibles, Northrop Aircraft Incorporated. La comisión ordenó 24 hidroaviones basados en el modelo 8-A, renombrado como N-3PB, "desde la mesa de dibujo" (literalmente, el avión se ordenó antes de que el modelo hubiera volado) de Northrop en marzo de 1940, con un coste total de 6,5 millones de coronas noruegas para cubrir este requerimiento. La mitad del coste fue pagada poco antes de la invasión alemana de Noruega el 9 de abril de 1940.
El Model 8-A, el modelo de exportación de la serie del Northrop Attack Bomber nunca estuvo destinado a ser la base de un hidroavión y tuvo que ser rediseñado para satisfacer los requerimientos de la orden noruega. El nuevo N-3PB fue el primer producto de la Northrop Aircraft, que se había reformado en 1939, y era un monoplano de ala baja cantilever equipado con flotadores gemelos. Destinado en principio a estar equipado con un motor de menos potencia, el N-3PB fue finalmente equipado con el motor radial Wright Cyclone, del mismo tipo especificado para los bombarderos Douglas 8A-5N y Curtiss Hawk 75A-8 ordenados por Noruega por la época, simplificando el mantenimiento final y los requerimientos de operación para todas las flotas de aviones militares noruegos.
Con los requerimientos de operación noruegos diseñados para un hidroavión de reconocimiento costero, se solicitó una serie de modificaciones sobre el diseño original. Los cambios incluían un rediseño de la estructura de los flotadores para acomodar tanto un torpedo como una carga de bombas, llevado bajo el fuselaje central, para suplementar a los cinco soportes para bombas subalares. Cambios adicionales en el armamento llevaron a una combinación de seis ametralladoras, que reemplazaban la disposición de cuatro ametralladoras (de 7,9 mm, dos fijas frontales, dos flexibles traseras)/un cañón (de 20 mm, fijo de tiro frontal) que había en el diseño inicial. También se realizó la provisión para la instalación de un arma de fuego trasero en la parte inferior del fuselaje. Más requerimientos de equipo incluían la instalación de una cámara montada en la parte trasera del fuselaje, así como cambios en el equipamiento de la instrumentación y la radio.
Antes de que Northrop pudiera completar ningún avión, Noruega fue invadida por Alemania. La invasión y ocupación de Noruega exigió que el armamento del N-3PB, que originalmente iba a ser instalado en Noruega, tuviera que ser cambiado. Las especificaciones iniciales incluían un cañón Oerlikon de 20 mm en cada ala, así como dos ametralladoras Fabrique Nationale de 7,9 mm en sendas estaciones del fuselaje y del artillero trasero. Debido a la falta de disponibilidad del armamento originalmente especificado, las ametralladoras pesadas Colt de fabricación noruega fueron sustituidas por cuatro ametralladoras Colt MG53A de 12,7 mm en las alas y dos Colt MG40 de 7,62 mm montadas en las posiciones dorsal y ventral de la cabina trasera del artillero.

## Historia operacional

### Entregas
El piloto de pruebas jefe de Northrop, Vance Breese, voló el primer N-3PB (c/n 301) el 22 de diciembre de 1940 desde Lake Elsinore, California. Las pruebas de vuelo y de aceptación del cliente fueron completadas exitosamente, usando el primer avión de producción. A causa de usar el más potente motor Cyclone, se sobrepasaron todas las prestaciones estimadas y características de vuelo, incluyendo la maniobrabilidad, que fue considerada "excelente". El total de los 24 aviones fue entregado al exiliado Servicio Aéreo de la Real Armada Noruega a finales de marzo de 1941.

### Entrenamiento
A finales de febrero de 1941, seis N-3PB de producción fueron volados a la Estación de la RCAF Patricia Bay, Vancouver Island en Canadá, una de las bases invernales canadienses del Flyvåpnenes Treningsleir (FTL) de entrenamiento noruego conocido como "Little Norway". El servicio del N-3PB como entrenador avanzado en Canadá, en la base estival del "Little Norway" de Island Harbour, Toronto y en las bases invernales a lo largo de la costa oriental de Canadá, fue relativamente breve, y finalizó cuando se determinó que los graduados como piloto y tripulaciones aéreas podían ser integrados en los escuadrones de la RAF. Se establecieron acuerdos, más tarde en 1941, para que el entrenamiento de vuelo avanzado de los pilotos noruegos fuese llevado a cabo en escuelas de la RAF y la Real Fuerza Aérea Canadiense en modelos que se adaptaban mejor a la transición al vuelo de combate. Consecuentemente, los tres N-3PB supervivientes fueron almacenados hasta que se embarcaron para Islandia en marzo de 1942 en el vapor Delta.

### Uso en combate
Los 18 N-3PB restantes fueron usados para equipar al No. 330 (Norwegian) Squadron de la RAF en Reikiavik, Islandia. Los N-3PB enviados a Islandia fueron todos embarcados a través del Atlántico en cajas, a bordo del vapor noruego Fjordheim, durando 13 días el viaje desde Nueva York hasta Reikiavik. Parte de la razón de desplegar los N-3PB en Islandia fue evitar el tener operando al inusual avión sobre el Reino Unido, por el supuesto riesgo de incidentes por fuego amigo.
El No. 330(N) Squadron fue declarado operacional el 25 de abril de 1941; los N-3PB fueron montados en un hangar de hidroaviones en Reikiavik, volando el primer avión el 2 de junio de 1941. El escuadrón voló patrullas antisubmarinas y de escolta de convoyes desde el 23 de junio de 1941, con vuelos basados en Reikiavik, Akureyri y Budareyi. A pesar de que el escuadrón de N-3PB realizó ocho ataques a submarinos alemanes, incluyendo uno al U-570 después de que se hubiera rendido a los británicos, no se hundió ninguno. En una serie de ocasiones en 1942, los N-3PB se enfrentaron a bombarderos de reconocimiento de larga distancia Focke-Wulf Fw 200 e hidrocanoas Blohm & Voss BV 138, siendo acreditados con, al menos, uno dañado. El 10 de octubre de 1942, un "Northrop" de Budareyi estuvo envuelto en un incidente de fuego amigo, al atacar a un Lockheed Hudson británico. El incidente acabó sin que ningún avión fuera alcanzado.
En un esfuerzo por publicitar las operaciones de los N-3PB, el Ministerio del Aire británico puso en circulación un informe en el que dos aviones volados por noruegos habían estado envueltos en el ataque al acorazado alemán Bismarck el 21 y 22 de mayo de 1941, pero era meramente un ejemplo de propaganda de guerra. A pesar de que muchos historiadores de la aviación lo cuestionan, todavía aparece en informes actuales del hundimiento del Bismarck. El No. 330(N) fue formado el 25 de abril de 1941 y recibió sus primeros N-3PB el 19 de mayo, dos días antes del ataque al Bismarck, pero no voló hasta el 2 de junio, y su primer vuelo operativo oficial no fue hasta el 23 de junio. El Escuadrón n.º 330(N) comenzó a complementar los N-3PB con hidrocanoas Consolidated Catalina en 1942, y tanto los Catalina como los N-3PB empezaron a ser desplazados en febrero de 1943 con la llegada del más capaz Short Sunderland. Los hidrocanoas permitían llevar a cabo patrullas más largas, y tenían superiores cualidades marineras que los N-3PB. Los N-3PB supervivientes continuaron operando junto con los Catalina, volando operaciones de patrulla de caza, escolta y antisubmarinas al este de la costa de Islandia hasta principios de 1943. En toda la transición a otros modelos, el Vuelo C del escuadrón mantuvo una unidad "todo Northrop", envuelta en cometidos secundarios que incluían cooperación con el ejército, transporte, rescate aéreo-marítimo, reconocimiento sobre hielo y ambulancia. A principios de 1943, las tripulaciones del No. 330(N) fueron reubicados en Oban, Escocia, a bordo del transporte de tropas Leinster. Dos de los restantes N-3PB volaron a Oban. Los ocho aviones abandonados en Islandia fueron desguazados en Reikiavik entre diciembre de 1942 y abril de 1943.
Durante su servicio de combate desde el 23 de junio de 1941 hasta el 30 de marzo de 1943, los N-3PB del No. 330(N) realizaron 1100 salidas operacionales, totalizando 3512 horas de tiempo de vuelo. Aunque los ocho ataques que realizaron a submarinos se probaron poco concluyentes, las patrullas de escolta y los barridos antisubmarinos de los N-3PB fueron una parte importante del esfuerzo aliado en mantener abiertas las líneas marítimas del Atlántico Norte. Tras el fin del servicio de combate del modelo en Islandia, las autoridades navales noruegas consideraron desplegar dos N-3PB en Svalbard, un archipiélago ártico conocido anteriormente como Spitzbergen. Una incursión naval alemana el 8 de septiembre de 1943 resultó en la cancelación del despliegue.

## Operadores
Noruega
- Servicio Aéreo de la Real Armada Noruega
  - No. 330(N) Squadron de la RAF
  - El Flyvåpnenes Treningsleir (FTL), Unidad de Entrenamiento de "Little Norway".

## Accidentes e incidentes
Durante los vuelos de entrenamiento en "Little Norway", hubo varios accidentes con resultado de muerte de estudiantes e instructores. El FTL perdió tres N-3PB en Canadá en accidentes fatales, dos en la Columbia Británica, cuando la bahía de Toronto estaba helada, en la Estación de Hidroaviones Jericho Beach de la RCAF, cerca de Vancouver; y en Patricia Bay, Vancouver Island, junto con el avión envuelto en el accidente del ferry en Island Harbour.
El 21 de junio de 1941, mientras despegaba, un N-3PB colisionó con el ferry Sam McBride en Port Race, Toronto Harbour, muriendo tanto el estudiante piloto como el instructor. El periódico Toronto Star escribió que era "una cuestión de tiempo que un avión noruego se estrellase en la propia ciudad". Este temor, junto con el ser poco práctico el tener entrenamiento de vuelo en el mismo lugar que las operaciones corrientes de aviación civil, precipitó un traslado a un nuevo campamento en Muskoka, Ontario. En la nueva localización, podían realizarse tanto el nivel de entrenamiento elemental como el avanzado, mientras que el entrenamiento de vuelo avanzado continuó en el Toronto Island Airport.
El No. 330(N) Squadron también tuvo notables accidentes y muertes, incluyendo su primera pérdida operacional cuando un N-3PB, en un vuelo de entrenamiento de navegación, desapareció sobre el Atlántico Norte el 30 de julio de 1941. El desgaste por los accidentes redujo gradualmente la flota operativa; un N-3PB (c/n 311) resultó dañado más allá de toda reparación el 16 de septiembre de 1942, cuando se soltaron accidentalmente cargas de profundidad y detonaron mientras el avión estaba atracado en Budareyi. Un total de 11 de los "Northrop" se perdieron con 12 muertes, incluyendo al jefe del escuadrón Comandante Hans Bugge y su tripulación cuando no regresaron de un barrido antisubmarino el 25 de agosto de 1942. A pesar de realizarse una búsqueda intensiva, nunca se encontró rastro del avión o de la tripulación.

## Supervivientes

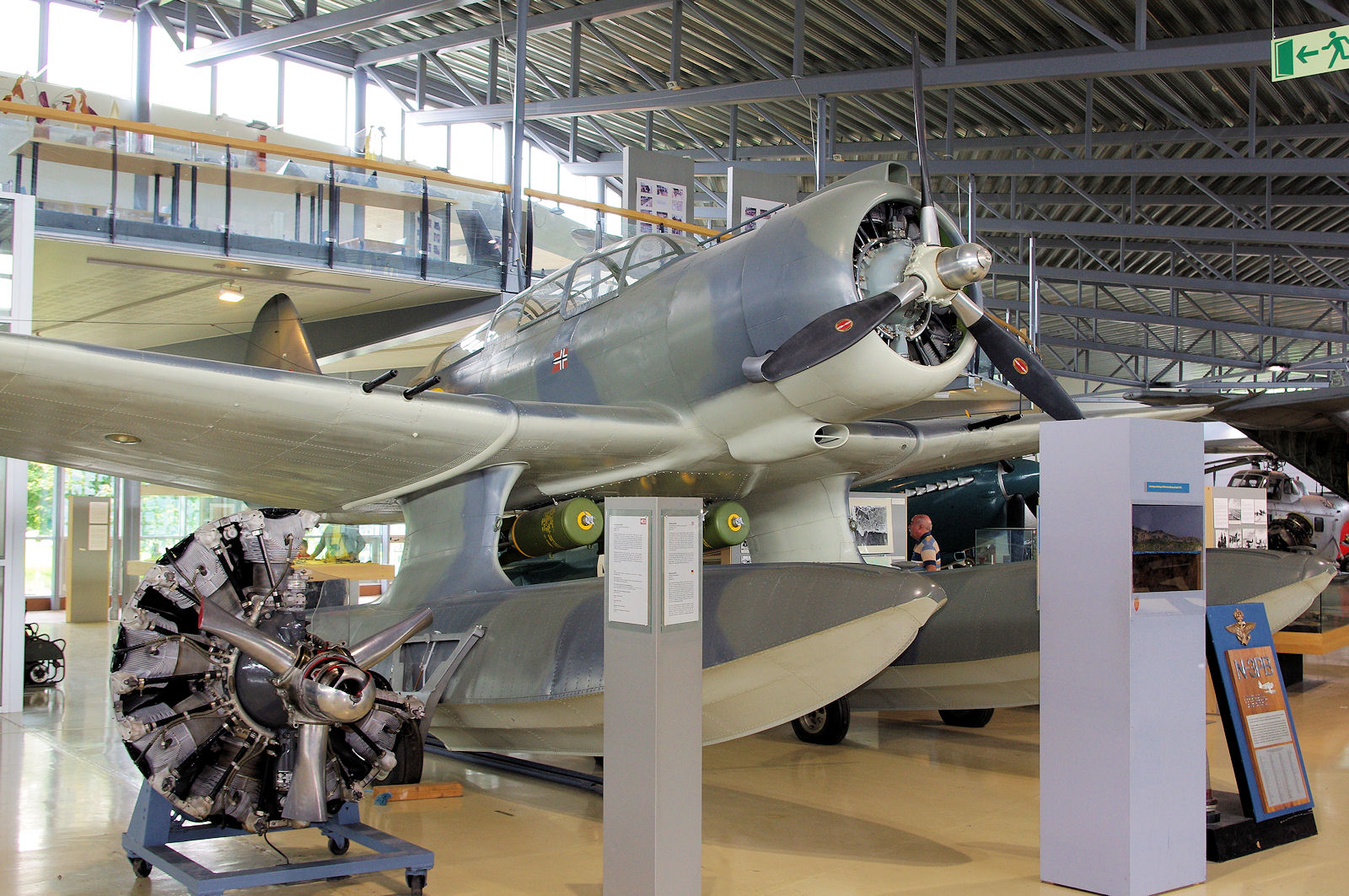
El restaurado N-3PB (c/n 320) exhibido en la Colección de Aviones de Fuerzas Armadas noruegas.

Tras la guerra, dos N-3PB (c/n 306, 322) supervivientes fueron volados a Noruega, y vendidos como chatarra, siendo desguazado el c/n 306 en 1949 y el c/n 322 en 1956.
Tras una búsqueda documental, Ragnar R. Ragnarsson, entonces vicepresidente de la Icelandic Aviation Historical Society determinó con precisión el lugar del accidente del N-3PB (c/n 320 ["U"]). En 1979, el pecio del N-3PB fue recuperado del río Þjórsá en Islandia. Por culpa del mal tiempo sobre la costa este de Islandia, el N-3PB volado por el Teniente W.W. Bulukin, operando desde Budareyri y en tránsito a Reikiavik, realizó un aterrizaje forzoso el 21 de abril de 1943. Tras quedarse atascado en el limo, se hundió gradualmente en el fondo del río.
Buceadores de la Armada de los Estados Unidos comenzaron su recuperación inicial, más tarde ayudados por un equipo de buceadores voluntarios de Gran Bretaña, Islandia, Noruega y los Estados Unidos, que sacaron los restos que fueron enviados a la Northrop Aircraft Corporation en Hawthorne, California. La restauración fue completada por un enérgico grupo de 300 voluntarios, incluyendo 14 ex empleados retirados de Northrop que habían estado involucrados en la línea de producción original del N-3PB. La compleja restauración requirió la construcción de partes de sustitución primeramente haciendo plantillas de muchos componentes dañados o corroídos del avión para crear un fuselaje completo. Este único superviviente está actualmente en exhibición como parte de la Norwegian Armed Forces Aircraft Collection en Gardermoen, Noruega.

## Especificaciones (N-3PB)
Referencia datos: War Planes of the Second World War: Volume Six Floatplanes, The Encyclopedia of Weapons of World War II

### Características generales
- Tripulación: Tres (piloto, navegador/bombardero y operador de radio/artillero trasero)
- Longitud: 11 m (36 ft)
- Envergadura: 14,9 m (48,9 ft)
- Altura: 3,7 m (12 ft)
- Superficie alar: 35 m² (376,7 ft²)
- Peso vacío: 2814 kg (6202,1 lb)
- Peso cargado: 3864 kg (8516,3 lb)
- Peso máximo al despegue: 4818 kg (10 618,9 lb)
- Planta motriz: 1× motor radial de nueve cilindros refrigerado por aire Wright GR-1820-G205A.
  - Potencia: 825 kW (1137 HP; 1122 CV)

### Rendimiento
- Velocidad nunca excedida (Vne): 414 km/h (257 MPH; 224 kt) a nivel del mar
- Velocidad crucero (Vc): 296 km/h (184 MPH; 160 kt)
- Alcance: 1610 km (869 nmi; 1000 mi)
- Techo de vuelo: 7320 m (24 016 ft)
- Tiempo a altitud: 14,4 min para 15 000 pies (4570 m)

### Armamento
- Ametralladoras: 

  - 4 de 12,7 mm fijas frontales
  - 2 de 7,62 mm (en posiciones dorsal y ventral)
- Bombas: 1 torpedo de 907,2 kg o el peso equivalente en bombas o cargas de profundidad

## Aeronaves relacionadas

### Aeronaves similares
- Arado Ar 196
- Vought OS2U Kingfisher
- Curtiss SO3C Seamew
- Curtiss SC Seahawk
- Aichi E13A
- Mitsubishi F1M
- Fairey Seafox

### Secuencias de designación
- Secuencia N-_ (interna de Northrop): N-1 - N-2 - N-3 - N-4 - N-5 - N-6 →